# Austfjorden (Svalbard)
Austfjorden est le bras est du fjord norvégien de Wijdefjorden sur la côte nord du Spitzberg au Svalbard. Le fjord fait environ 32 km de long et de 4 à 6 km de large. Il débute au Kapp Petermann à l'instar du bras ouest  : le Vestfjord. Le glacier Mittag-Lefflerbreen débouche sur l'Austfjorden. Le fjord est bordé par plusieurs vallées. Sur le côté ouest est Høegdalen et Zeipeldalen, et sur le côté est Smutsdalen. Sur le côté est du fjord le glacier Stubendorffbreen débouche dans le fjord. Tryggvebreen est un autre glacier qui s'étend vers le fjord.